# Willetzheim
Willetzheim (auch als Willenzheim oder Wieletzheim erwähnt) ist eine Wüstung zwischen Dittwar und Dittigheim, zwei Stadtteilen von Tauberbischofsheim im Main-Tauber-Kreis in Baden-Württemberg.

## Geschichte
Willetzheim war eine alte, vermutlich frühmittelalterliche Siedlung, die wohl im 16.–17. Jahrhundert aufgegeben wurde. Der Name der Ortschaft, der im Jahre 1502 urkundlich beim Amt Grünsfeld erwähnt wurde, lässt sich auch anhand eines gleichlautenden Flurnamens auf der Dittigheimer Gemarkung nahe der Gemarkungsgrenze Dittwar–Dittigheim erkennen. Weitere Aufzeichnungen aus Bischofsheim aus dem Jahre 1551 legen nahe, dass zwei Besitzer von Wieletzheimer Gütern (mit dem Namen Schön und Ziegler) nach Bischofsheim zogen, möglicherweise mit vielen anderen, die den untergehenden Ort verließen. 1515 und 1560 wird der Ort letztmals urkundlich im Gültbuch Dittigheim erwähnt, bevor er in der zweiten Hälfte des 16. Jahrhunderts oder in der ersten Hälfte des 17. Jahrhunderts wohl abgegangen ist und nur noch als Flurname erhalten blieb.